# Georgetown, Ascension
Georgetown este sediul administrativ Insulei Ascension. Este localizat în partea de vest a insulei și are o populație de 560 loc. (2003). În localitate se află o librărie, un cabinet dentar, un spital, un mic supermarket, sediul poliției, o biserică, școala aflându-se în satul Two Boats.